# ایزابلا باشماکوفا
ایزابلا باشماکوفا (روسی: Изабелла Григорьевна Башмакова؛ زاده ۳ ژانویه ۱۹۲۱ – درگذشته ۱۷ ژوئیهٔ ۲۰۰۵) ریاضی‌دان ارمنی‌تبار اهل روسیه در زمینه جبر بود.
وی در سال ۱۹۳۸ در دانشکده مکانیک و ریاضیات دانشگاه دولتی مسکو شروع به تحصیل نمود اما در جریان جنگ جهانی دوم که شهر مسکو تخلیه شد. در جریان آن به عنوان پرستار در سمرقند خدمت نمود. در سال ۱۹۴۸ زیر نظر سوفیا یاناکوفسکایا دوره دکترای خویش را تکمیل نمود. 

## تالیفات
- پیدایش دستگاه شمار (ترجمه پرویز شهریاری)